# Choi Chol-su
Pour les articles homonymes, voir Choi.
Choi Chol-su est un boxeur nord-coréen né le 1er décembre 1969.

## Carrière
Médaillé d'argent en poids mouches aux championnats du monde de Sydney en 1991, il devient champion olympique de la catégorie aux Jeux de Barcelone en 1992 après sa victoire en finale contre le Cubain Raúl González.

## Parcours auxJeux olympiques
Jeux olympiques d'été de 1992 à Barcelone (poids mouches) :
- Bat Moustafa Esmail (Égypte) 7-4
- Bat Paul Ingle (Grande-Bretagne) 13-12
- Bat Robbie Peden (Australie) 25-11
- Bat István Kovács (Hongrie) 10-5
- Bat Raúl González (Cuba) 12-2